# Орден «За личное мужество»
Орден «За личное мужество» — государственная награда СССР, в 1992—1994 годах — государственная награда Российской Федерации. Статут и описание ордена утверждены указом Президиума Верховного Совета СССР от 28 декабря 1988 года. Автор проекта награды — художник А. Б. Жук.
Орден «За личное мужество» стал последним орденом, учреждённым в СССР. Он предназначался для награждения за мужество и отвагу, проявленные при спасении людей, охране общественного порядка и социалистической собственности, в борьбе с преступностью, стихийными бедствиями и при других чрезвычайных обстоятельствах. К концу 1991 года было произведено 529 награждений граждан СССР и свыше 100 награждений иностранных граждан.
Указом Президиума Верховного совета Российской Федерации от 2 марта 1992 года № 2424-1 «О государственных наградах Российской Федерации» был сохранён в наградной системе России, однако в 1994 году был фактически заменён орденом Мужества.

## История
22 августа 1988 года было принято Постановление Президиума Верховного Совета СССР «О совершенствовании порядка награждения государственными наградами СССР», которым предписывалось учредить орден «За личное мужество» для награждения «граждан, проявивших мужество и отвагу при спасении жизни людей, охране общественного порядка и социалистической собственности, в борьбе с преступностью, стихийными бедствиями и при других чрезвычайных обстоятельствах». Данным документом также было поручено Министерству внутренних дел СССР и Министерству юстиции СССР с «участием других заинтересованных организаций разработать и представить в месячный срок» проект статута ордена и его описание.
В качестве автора проекта нового ордена выступил Александр Борисович Жук (1922—2002), на тот момент бывший художником научно-технического комитета Центрального вещевого управления Министерства обороны СССР и уже известный как автор эскизов ордена Дружбы народов, юбилейных медалей «50 лет Вооружённых Сил СССР», «70 лет Вооружённых Сил СССР» и других государственных наград. Штамп для ордена изготавливал гравёр Сергей Михайлович Иванов. «Орден За личное мужество создавался как совершенно новый орден, и никакие „отправные моменты“ сверху художникам не навязывались. Но мне посоветовали не пренебрегать тем декором, который раньше предлагался мной на одном из вариантов „Знака Почёта“ и который в своё время был одобрен», — впоследствии вспоминал Жук.
А. Б. Жук отмечал, что работа над созданием новой награды велась «по старым правилам»: за небольшое количество времени им было создано 18 цветных проектных рисунков. «Мне показали некоторые эскизы других художников монетного двора. Всё это выглядело прекрасно, а ювелирно изготовленные муляжи казались просто неотразимыми… И вдруг мне объявляют, что Ментешашвили, новый секретарь Президиума Верховного Совета СССР, сменивший на этом посту Георгадзе, одобрил один из моих проектов, именно тот, который был разработан на основе одобренного ранее ордена Почёта», — рассказывал он.
Указом Президиума Верховного Совета СССР от 28 декабря 1988 года были утверждены статут и описание ордена «За личное мужество». Эта награда стала последним орденом, учреждённым в СССР.
25 декабря 1991 года, согласно принятому Верховным советом России закону, РСФСР была переименована в Российскую Федерацию. 26 декабря 1991 года СССР прекратил своё существование, Россия выделилась из него как независимое государство. 21 апреля 1992 года Съезд народных депутатов России утвердил переименование, внеся соответствующие поправки в Конституцию РСФСР, которые вступили в силу 16 мая 1992 года с момента опубликования. Указом Президиума Верховного Совета Российской Федерации от 2 марта 1992 года № 2424-1 «О государственных наградах Российской Федерации» до принятия закона о государственных наградах в наградной системе России были сохранены некоторые существовавшие в СССР знаки отличия с приведением их статутов, положений и описаний в соответствие с государственной символикой Российской Федерации; сохранён был в том числе и орден «За личное мужество».
В новую наградную систему, утверждённую указом Президента Российской Федерации от 2 марта 1994 года № 442 «О государственных наградах Российской Федерации», орден «За личное мужество» не вошёл.

## Статут ордена
Как отмечается в статуте ордена «За личное мужество», утверждённом указом Президиума Верховного Совета СССР от 28 декабря 1988 года, он был учреждён «для награждения граждан СССР за мужество и отвагу, проявленные при спасении людей, охране общественного порядка и социалистической собственности, в борьбе с преступностью, стихийными бедствиями и при других чрезвычайных обстоятельствах».
Награждение орденом «За личное мужество» производилось:
- за отвагу, проявленную при спасении людей, пресечении преступных посягательств на их жизнь;
- за храбрость, проявленную в условиях повышенной опасности при охране общественного порядка, защите социалистической собственности, при задержании преступников и раскрытии преступных групп;
- за мужество и стойкость, проявленные во время стихийных бедствий, пожаров, аварий, катастроф и других чрезвычайных обстоятельств или ликвидации их последствий, в результате чего устранена угроза для жизни и здоровья людей либо спасены крупные материальные и духовные ценности;
- за другие самоотверженные действия, совершённые при исполнении гражданского или служебного долга в условиях, сопряжённых с риском для жизни.

Орден «За личное мужество» носится на левой стороне груди и при наличии других орденов СССР располагается после ордена Почёта.

## Описание
Орден «За личное мужество» представляет собой слегка выпуклую пятиконечную звезду, поверхность которой выполнена в виде расходящихся лучей. В промежутках между тупыми углами звезды расположены с левой стороны дубовая, а с правой — лавровая ветви, соединённые внизу.
В центре звезды изображён щит, середина которого, имеющая слегка выпуклую овальную форму, обрамлена ободком. В верхней части щита расположена пятиконечная звёздочка с серпом и молотом. Под ней находится рельефная надпись «ЗА ЛИЧНОЕ МУЖЕСТВО». В нижней части щита — рельефная лента с надписью «СССР». В связи с тем, что Указом Президиума Верховного Совета Российской Федерации от 2 марта 1992 года № 2424-1 «О государственных наградах Российской Федерации» было предписано привести описания сохранённых в наградной системе России советских знаков отличия в соответствие с государственной символикой Российской Федерации, на орденах, вручавшихся в 1992—1994 годы, данная надпись отсутствовала.
Орден «За личное мужество» изготовлялся из серебра. Лучистая пятиконечная звезда, серп и молот и надписи позолочены. Звёздочка и лента покрыты рубиново-красной эмалью и окаймлены позолочёнными ободками. Края щита покрыты белой эмалью, внутренний и внешний ободки позолочены. Дубовая, лавровая ветви и середина щита оксидированы.
Размер ордена между противолежащими концами лучистой звезды составляет 45 миллиметров. Высота ордена — 48 миллиметров, ширина — 44,5 миллиметра. Общий вес ордена — (33,250 ± 1,62) грамма.
Орден при помощи ушка и кольца соединяется с пятиугольной колодочкой, обтянутой шёлковой муаровой лентой красного цвета с тремя продольными белыми полосками по краям. Ширина ленты — 24 миллиметра. Ширина полосок — по 1 миллиметру.

## Награждения
Первое награждение орденом «За личное мужество» было произведено 3 февраля 1989 года: указом Президиума Верховного Совета СССР орденом была награждена учитель средней школы № 42 города Орджоникидзе (ныне Владикавказ) Наталья Владимировна Ефимова. 1 декабря 1988 года группа вооружённых преступников захватила автобус, в котором находились ученики 4 «Г» класса школы № 42. Ефимова добровольно осталась в автобусе и поддерживала детей до окончания переговоров с террористами. Орден № 1 педагогу на торжественной церемонии в Московском Кремле вручил лично президент СССР М. С. Горбачёв. Орденом за номером 2 был награждён полковник КГБ СССР Ю. С. Кирсанов — участник операции по освобождению заложников.
Всего к концу 1991 года было произведено 529 награждений граждан СССР и свыше 100 награждений иностранных граждан; на Ленинградском монетном дворе было изготовлено около 8000 знаков. Среди известных кавалеров ордена «За личное мужество» — 8 спортсменов-альпинистов, участвовавших в экспедиции по восхождению на вершину горы Лхоцзе по Южной стене в Непале в октябре 1990 года. Исследователь, кандидат юридических наук А. М. Рогов отмечает, что орден стал одной из последних высоких наград СССР, имевших отношение к органам правопорядка.
Указом Президиума Верховного Совета СССР от 21 декабря 1991 года были произведены одни из последних награждений орденом как государственной наградой СССР: награды были удостоены работницы Центрального дома-интерната города Барнаула Лидия Ивановна Аветян и Антонина Георгиевна Пивоварова, отличившиеся при спасении людей во время пожара в интернате, а также трое работников подсобного хозяйства «Горнослинкино» (Уватский район, Тюменская область), сумевшие задержать группу особо опасных преступников. Последнее награждение военнослужащих Вооружённых сил СССР состоялось 19 декабря 1991 года: с формулировкой «за мужество и отвагу, проявленные при исполнении воинского долга» ордена «За личное мужество» были удостоены шесть офицеров, а также один старший сержант, награждённый посмертно.
Первое награждение орденом «За личное мужество» в качестве государственной награды Российской Федерации было произведено 10 июня 1992 года. С формулировкой «за мужество и самоотверженные действия, проявленные при тушении пожара и спасении больших материальных ценностей» награды были удостоены работники производственного объединения «Красноярсклеспром» Владимир Иванович Бутылкин, Мансур Хамбалович Зарипов, Василий Николаевич Покровецкий и Сергей Владимирович Спиридонов.
По данным исследователя К. А. Щеголева, в дальнейшем орденом «За личное мужество» в основном награждались граждане, отличившиеся при задержании особо опасных преступников. Среди награждённых исследователь отдельно отмечает чемпионов Паралимпийских игр Р. А. Баталову и С. А. Севостьянова, 16 работников агентства «РИА Новости», 9 работников агентства «Интерфакс», диктора В. А. Березина, учителя Касплянской средней школы Смоленской области И. И. Копачева.
Указом Президента Российской Федерации от 7 октября 1993 года № 1613 с формулировкой «за мужество и отвагу, проявленные при исполнении служебного долга во время освещения событий 3—4 октября 1993 года в Москве» орденом «За личное мужество» была отмечена группа журналистов и работников СМИ. Среди награждённых этим указом был и фотокорреспондент газеты «Известия» Владимир Николаевич Машатин, муж первого кавалера ордена Натальи Ефимовой. Это единственный случай, когда муж и жена становились кавалерами данной награды.
В 1992—1994 годы кавалерами ордена «За личное мужество» стали четверо иностранных граждан:
- Пол Лезви Третви (Великобритания) — старший сержант Королевских военно-воздушных сил Великобритании, участник спасения российских моряков с судна «Картли»;
- Ричард Вебер (Канада) — участник лыжной экспедиции на Северный полюс;
- Жан Пьер Эньере (Франция) — космонавт;
- Рори Пек (Великобритания; посмертно) — тележурналист, освещавший события октября 1993 года в Москве.

Последними кавалерами ордена стали заместитель главы Ставропольского края Александр Владимирович Коробейников и лесник Иссинского лесничества Лунинского лесхоза Пензенского управления лесами Иван Ефимович Цыплихин; Цыплихин был награждён посмертно. Награждение было произведено президентским указом от 28 октября 1994 года.

## Аналогичные награды на постсоветском пространстве

### Россия
Указом Президента Российской Федерации от 2 марта 1994 года № 442 «О государственных наградах Российской Федерации» вместе с другими наградами был учреждён орден Мужества. Согласно статуту награды, утверждённому указом Президента Российской Федерации от 7 сентября 2010 года № 1099 «О мерах по совершенствованию государственной наградной системы Российской Федерации», орденом Мужества награждаются граждане Российской Федерации, «проявившие самоотверженность, мужество и отвагу при охране общественного порядка, в борьбе с преступностью, при спасении людей во время стихийных бедствий, пожаров, катастроф и других чрезвычайных обстоятельств, а также за смелые и решительные действия, совершённые при исполнении воинского, гражданского или служебного долга в условиях, сопряжённых с риском для жизни». В установленных статутом случаях также предусматривается награждение иностранных граждан.
Исследователь, кандидат исторических наук А. И. Гончаров характеризует орден как аналог советского ордена «За личное мужество», К. А. Щеголев также пишет, что орден «За личное мужество» трансформировался в орден Мужества.

### Беларусь
Орден «За личное мужество» (бел. Ордэн «За асабістую мужнасць») существует и в наградной системе Беларуси. Он был учреждён Законом Республики Беларусь от 13 апреля 1995 года № 3726-XII «О государственных наградах Республики Беларусь».
В соответствии со статутом ордена, им награждаются граждане Беларуси: за исключительную отвагу и личную храбрость, проявленные при исполнении воинского долга, гражданской либо служебной обязанности; за самоотверженные поступки, совершённые в экстремальных обстоятельствах; за мужество, проявленное при защите государственной границы; за мужество, проявленное при охране общественного порядка; за смелые и решительные действия в обстоятельствах, связанных с риском для жизни.

### Приднестровье
В наградной системе непризнанной Приднестровской Молдавской Республики также существует орден «За личное мужество». Он был учреждён указом Президента Приднестровской Молдавской Республики от 27 января 1995 года № 27 «Об утверждении положения о государственных наградах Приднестровской Молдавской Республики» и предназначен для награждения за особую храбрость, самоотверженность и мужество, проявленные при защите Приднестровской Молдавской Республики.